# Ruta 416 (Costa Rica)
La Ruta 416, oficialmente Ruta Nacional Terciaria 416, es una ruta nacional de Costa Rica ubicada en la provincia de Cartago.

## Descripción
En la provincia de Cartago, la ruta atraviesa el cantón de Paraíso (el distrito de Paraíso).